# André Cheuva
André Cheuva (* 30. Mai 1908 in Hellemmes, seit 1977 ein Stadtteil von Lille; † 5. Februar 1989 in Marcq-en-Barœul) war ein französischer Fußballspieler und -trainer.

## Spielerkarriere

### Auf Vereinsebene
André Cheuva debütierte als Jugendlicher beim Liller Vorstadtverein SC Fives, wechselte 1926 zum Iris Club Lillois und 1928 zum Lokalrivalen Olympique. Mit Einführung des Berufsfußballs (1932) kehrte er nach Fives zurück, wo er die nächsten sechs Jahre in der ersten Division spielte. Seinen erlernten Beruf als Kürschner übte er daneben weiterhin aus. Mit dem SC Fives gelang als beste Platzierung die Vizemeisterschaft in der Saison 1933/34. Zur Spielzeit 1938/39 holte Lille Olympique den zuverlässigen, auch später im Erfolg stets bescheidenen, aber wortkargen Halbstürmer bzw. Außenläufer wieder, und dort erreichte er erstmals in seiner Karriere auch ein Pokalfinale, in dem seine Rot-Weißen dem Racing Club Paris allerdings mit 1:3 unterlagen. Während Weltkrieg und deutscher Besetzung Frankreichs verbrachte er über zwei Jahre in Kriegsgefangenschaft, spielte ab 1942 oder 1943 möglicherweise wieder für den inzwischen fusionierten OIC Lille und nach der Befreiung des Landes noch ein Jahr bei Olympique Marcq, einem Amateurklub.

#### Stationen
- Sporting Club Fivois (bis 1926)
- Iris Club Lillois (1926–1928)
- Olympique Lillois (1928–1932)
- SC Fives (1932–1938)
- Olympique Lillois (1938/39)
  - evtl. Olympique Iris Club Lillois (1942–1945, 1943/44 als Équipe Fédérale Lille-Flandes)
  - evtl. Olympique Marcq (1945/46)

### In der Nationalmannschaft
André Cheuva wurde zunächst in die Nordfrankreich-Auswahl und zu den „Löwen von Flandern“ berufen, anschließend in die französische Militärnationalelf. Zwischen Mai 1929 und Januar 1936 bestritt er schließlich insgesamt sieben Länderspiele in der A-Nationalmannschaft, wobei er zwei Treffer erzielte. 1930 gehörte Cheuva auch dem französischen Aufgebot zur ersten WM in Uruguay an; dafür hatte er von seinem Arbeitgeber bereits Urlaub erhalten – aber seine Verlobte bestand darauf, in genau diesen Wochen zu heiraten, und der Spieler mochte ihr nicht widersprechen. Dies unterbrach seine Karriere bei der Équipe tricolore bis zum Oktober 1935.

## Trainerkarriere
Im Sommer 1946 verpflichtete der OSC Lille André Cheuva als Nachfolger des Briten George Berry als Ligatrainer; er trat dort ein schweres Erbe an, denn Berry hatte mit der Mannschaft gerade erst Meistertitel, Landespokal und somit auch den Doublé nach Nordfrankreich geholt, anschließend nach einer Meinungsverschiedenheit mit Lilles autokratischem Klubpräsidenten Louis Henno („Louis XIX.“) über dessen Versuch, Berry in die Mannschaftsaufstellung hineinzureden, aber den Büttel hingeworfen. Cheuva entwickelte sich in den folgenden Jahren zur unangefochtenen sportlichen Autorität und zur „Seele der großen Liller Zeit“, die in fünf weiteren Pokalendspielteilnahmen, von denen der Klub vier gewann, und einer weiteren Landesmeisterschaft kulminierte. Bis heute (2009) hat kein anderer Trainer häufiger als André Cheuva, lediglich einer inzwischen ebenfalls viermal die Coupe de France gewonnen. Außerdem standen Cheuvas Mannen 1951 auch im Endspiel um die Coupe Latine, einen regionalen Vorläufer des Europapokals der Landesmeister; darin erwies sich allerdings der AC Mailand als unüberwindbar. Von 1948 bis 1951 schloss seine Elf in der französischen Meisterschaft viermal in Folge als Vizemeister ab. In der zweiten Hälfte der 1950er Jahre verblasste der Stern des OSC langsam; 1956 spielte er für ein Jahr sogar nur in der Division 2, und als er 1959 erneut aus der höchsten Spielklasse abstieg, endete das Engagement des Trainers nach 13 Jahren.
Nach einem Intermezzo beim RRFC Montegnée in Belgien arbeitete Cheuva von 1962 bis 1966 beim Zweitligisten US Boulogne, den er ab 1963/64 dreimal in Folge in die erste landesweite Pokalhauptrunde führte, anschließend drei Jahre bei zwei Amateurklubs, Olympique Saint-Quentin und US Tourcoing – dort löste er seinen ehemaligen Spieler Jean Baratte ab –, bevor er seine Karriere beendete.
André Cheuva starb als 80-Jähriger in seiner nordfranzösischen Heimat. Gut anderthalb Jahrzehnte später erfuhr er eine besondere Würdigung durch einen Kollegen; nachdem Guy Roux im Juni 2005 seine vierte Coupe de France gewonnen und damit Cheuvas Rekord eingestellt hatte, stellte dieser in der anschließenden Pressekonferenz fest:

„Ich möchte auch an André Cheuva erinnern, eine Trainerlegende, als ich ein kleiner Bub war.“

### Trainerstationen
- Lille Olympique SC (1946–1959, davon 1956/57 in D2)
- Royal Racing Football Club Montegnée (Belgien)
- Union Sportive Boulogne (1962–1966, in D2)
- Olympique Saint-Quentin (1966–1968)
- Union Sportive Tourquennoise (1968/69)

## Palmarès

### Als Spieler
- Französischer Vizemeister 1934
- Französischer Pokalfinalist 1939
- 7 A-Länderspiele (2 Treffer) für Frankreich

### Als Trainer
- Französischer Meister: 1954 (und Vizemeister 1948, 1949, 1950, 1951)
- Französischer Pokalsieger: 1947, 1948, 1953, 1955 (und Finalist 1949)
- Finalist in der Coupe Latine: 1951